# Diocesi di Sinop
La diocesi di Sinop (in latino: Dioecesis Sinopensis) è una sede della Chiesa cattolica in Brasile suffraganea dell'arcidiocesi di Cuiabá. Nel 2022 contava 569.000 battezzati su 693.000 abitanti. È retta dal vescovo Canísio Klaus.

## Territorio
La diocesi comprende 28 comuni nella parte centro-settentrionale dello Stato brasiliano del Mato Grosso: Alta Floresta, Apiacás, Carlinda, Cláudia, Colíder, Feliz Natal, Guarantã do Norte, Itaúba, Juara, Marcelândia, Matupá, Nova Bandeirantes, Nova Canaã do Norte, Nova Monte Verde, Nova Guarita, Novo Mundo, Paranaíta, Peixoto de Azevedo, Porto dos Gaúchos, Nova Ubiratã, Santa Carmem, Nova Santa Helena, Sinop, Sorriso, Tabaporã, Terra Nova do Norte, União do Sul, Vera.
Sede vescovile è la città di Sinop, dove si trova la cattedrale del Sacro Cuore di Gesù.
Il territorio si estende su una superficie di 191.039 km² ed è suddiviso in 34 parrocchie, raggruppate in 6 foranie: Sinop, Vera, Juara, Colíder, Peixoto de Azevedo e Alta Floresta.

## Storia
La diocesi è stata eretta il 6 febbraio 1982 con la bolla Quo aptius spirituali di papa Giovanni Paolo II, ricavandone il territorio dalla diocesi di Diamantino.
Il 23 dicembre 1997 ha ceduto una porzione del suo territorio a vantaggio dell'erezione della prelatura territoriale di Paranatinga (oggi diocesi di Primavera do Leste-Paranatinga).
Il 9 settembre 2007 è stata consacrata la nuova cattedrale, dedicata al Sacro Cuore di Gesù.

## Cronotassi dei vescovi
Si omettono i periodi di sede vacante non superiori ai 2 anni o non storicamente accertati.
- Henrique Froehlich, S.I. † (25 marzo 1982 - 22 marzo 1995 ritirato)
- Gentil Delázari † (22 marzo 1995 succeduto - 20 gennaio 2016 ritirato)
- Canísio Klaus, dal 20 gennaio 2016

## Statistiche
La diocesi nel 2022 su una popolazione di 693.000 persone contava 569.000 battezzati, corrispondenti all'82,1% del totale.
| anno | popolazione | popolazione | popolazione | presbiteri | presbiteri | presbiteri | presbiteri                | diaconi | religiosi | religiosi | parrocchie |
| anno | battezzati  | totale      | %           | numero     | secolari   | regolari   | battezzati per presbitero | diaconi | uomini    | donne     | parrocchie |
| ---- | ----------- | ----------- | ----------- | ---------- | ---------- | ---------- | ------------------------- | ------- | --------- | --------- | ---------- |
| 1990 | 516.000     | 636.000     | 81,1        | 39         | 11         | 28         | 13.230                    |         | 32        | 58        | 59         |
| 1999 | 480.000     | 515.000     | 93,2        | 41         | 18         | 23         | 11.707                    |         | 25        | 56        | 24         |
| 2000 | 480.000     | 515.000     | 93,2        | 36         | 12         | 24         | 13.333                    |         | 25        | 53        | 25         |
| 2001 | 450.000     | 506.000     | 88,9        | 34         | 11         | 23         | 13.235                    |         | 24        | 52        | 27         |
| 2002 | 450.000     | 505.000     | 89,1        | 35         | 12         | 23         | 12.857                    |         | 23        | 53        | 27         |
| 2003 | 390.000     | 480.000     | 81,3        | 38         | 12         | 26         | 10.263                    |         | 28        | 52        | 27         |
| 2004 | 473.000     | 530.000     | 89,2        | 45         | 19         | 26         | 10.511                    |         | 34        | 50        | 27         |
| 2010 | 509.000     | 620.000     | 82,1        | 51         | 25         | 26         | 9.980                     | 2       | 37        | 49        | 34         |
| 2014 | 534.000     | 650.000     | 82,2        | 52         | 24         | 28         | 10.269                    | 2       | 32        | 37        | 33         |
| 2017 | 547.700     | 666.700     | 82,2        | 53         | 25         | 28         | 10.333                    | 2       | 36        | 25        | 33         |
| 2020 | 560.600     | 682.300     | 82,2        | 60         | 34         | 26         | 9.343                     | 6       | 28        | 27        | 34         |
| 2022 | 569.000     | 693.000     | 82,1        | 53         | 30         | 23         | 10.735                    | 6       | 27        | 24        | 34         |